# Саша Гатт
Саша Гатт (22 червня 2005) — мальтійська плавчиня.
Учасниця Олімпійських Ігор 2020 року, де в попередніх запливах на дистанціях 400 і 1500 метрів вільним стилем посіла, відповідно, 22-ге і 33-тє (останнє) місце і не потрапила до фіналів.